# Metaloly

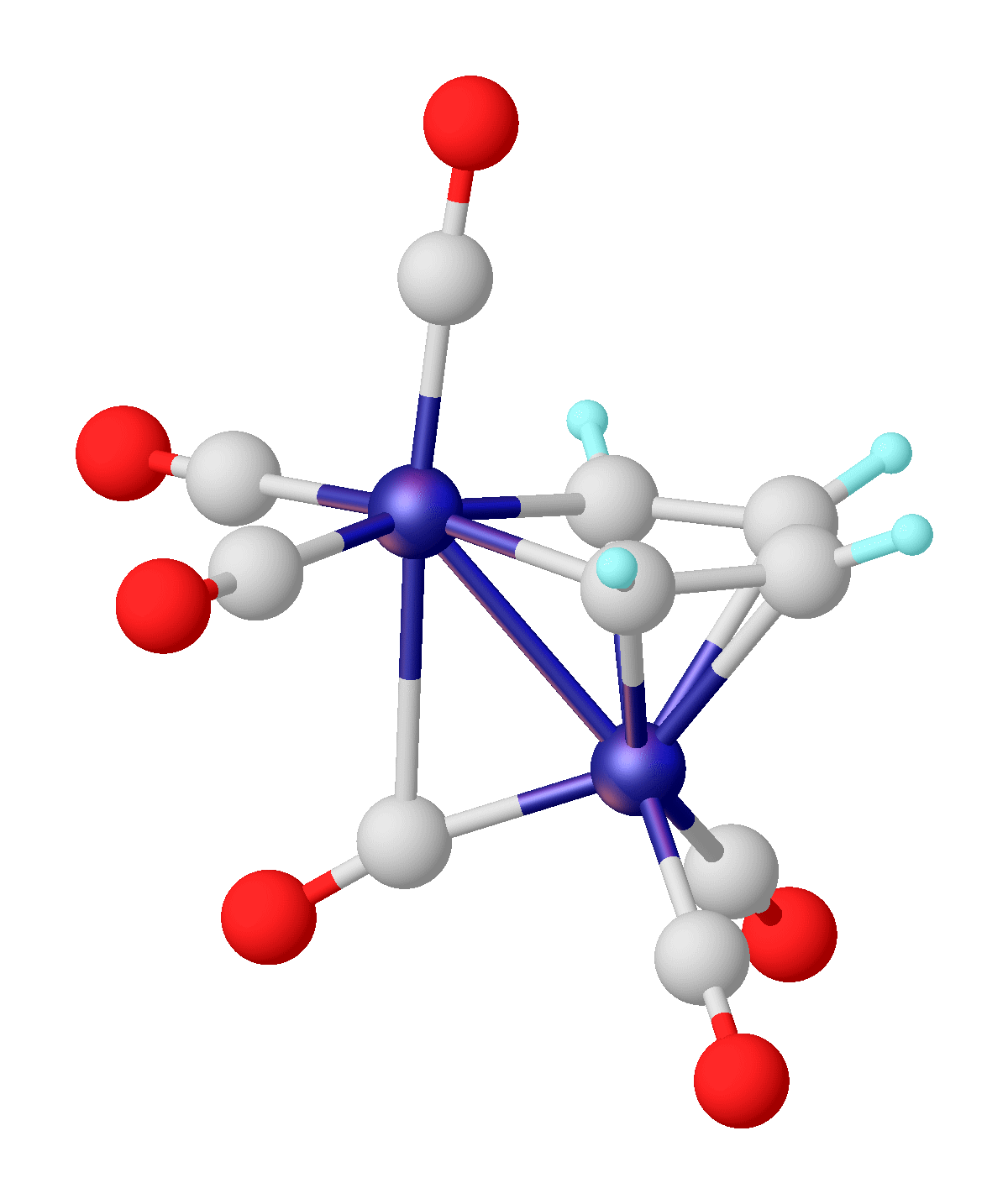
Struktura ferrolového komplexu Fe_{2}(C_{4}H_{4})(CO)_{6}

Metaloly jsou sloučeniny odvozené od cyklopentadienu náhradou uhlíku v poloze 5 (nasyceného uhlíku) heteroatomem. Některé tyto sloučeniny jsou organokovové, ovšem jako heteroatomy zde mohou sloužit i polokovy a nekovy.
Mnoho těchto látek vykazuje fluorescenci. Polymery pyrrolu a thiofenu jsou zkoumány pro možné využití v molekulární elektronice.
K metalolům patří mimo jiné:
| Název  | M  | délka vazby (M-C), pm | délka vazby (M-H), pm | úhel (C-M-C), ° | E, kJ/mol |
| ------ | -- | --------------------- | --------------------- | --------------- | --------- |
| Pyrrol | N  | 137                   | 101                   | 110             | 0         |
| Fosfol | P  | 181                   | 142,5                 | 90,5            | 67        |
| Arsol  | As | 194                   | 153                   | 86              | 125       |
| Stibol | Sb | 214                   | 172,5                 | 80,5            | 160       |
| Bismol | Bi | 224                   | 182                   | 78              | 220       |

- Arsol, aromatický arsenový analog
- Bismol, bismutový analog
- Borol, boritý analog
- Furan (oxol), kyslíkový analog
- Gallol, galliový analog
- Germol, germaniový analog
- Fosfol, fosforový analog
- Pyrrol (azol), dusíkatý analog
- Selenofen, selenový analog
- Silol, křemíkový analog
- Stannol, cínový analog
- Stibol, antimonový analog
- Tellurofen, tellurový analog
- Plumbol,[3][4] olověný analog
- Thiofen, sirný analog
- Titanol, titanový analog
- Zirkonol, zirkoniový analog